# 草津市立松原中学校
草津市立松原中学校（くさつしりつ まつばらちゅうがっこう）は、滋賀県草津市下笠町にある公立中学校。

## 沿革
- 1947年（昭和22年）4月 - 栗太郡笠縫村・山田村組合立松原中学校として創立。
- 1949年（昭和24年）4月 - 運動場を拡張する。
- 1951年（昭和26年）2月 - 新校舎（木造）の上棟式を行う。
- 1954年（昭和29年）10月 - 合併に伴う市制移行のため、草津市立松原中学校に改称する。
- 1957年（昭和32年）4月 - 体育館が落成する。
- 1962年（昭和37年）4月 - 草津市守山町組合立三和中学校より、草津市の生徒を合併。これに併せて、松原中学校三和分校を新設。
- 1963年（昭和38年）4月 - 当校と松原中学校三和分校を統合する。同月より全校生徒に対し、牛乳給食を開始する。
- 1964年（昭和39年）4月 - 障害児学級を設置する。
- 1970年（昭和45年）7月 - プールが完成する。
- 1972年（昭和47年）9月 - 新館（鉄筋コンクリート構造、4階建て）が完成する。
- 1980年（昭和55年）4月 - 当校より草津市立新堂中学校が分離・開校する。
- 1981年（昭和56年） - 第36回国民体育大会（びわこ国体）のソフトボール会場となる。
- 1988年（昭和63年）7月 - テレフォンサービス「テレホン松原」が開局する。同サービスは滋賀県内では初の取り組みであった。
- 1994年（平成6年）2月 - 図書室にエアコンを設置する。以降、校内でエアコンの設置が順次行われる。
- 1997年（平成9年）9月 - 租税教育の推進に対し、草津税務署長から表彰を受ける。
- 1998年（平成10年）2月 - 地域の福祉活動に対し、市社会福祉協議会から表彰を受ける。
- 1999年（平成11年）
  - 7月 - 大規模改修および耐震工事を実施（同年8月完成）。
  - 11月 - 租税教育の推進により、国税庁長官より感謝状を受ける。
- 2005年（平成17年）9月 - 前館の解体が完了する。
- 2006年（平成18年） - 学校歯科保健優良賞を受賞する。
- 2007年（平成19年）3月 - 管理棟が完成する。
- 2008年（平成20年）5月 - 英語検定受検の取り組みを開始する。
- 2009年（平成21年）3月 - 財団法人日本英語検定協会から優良団体賞を受賞する。同月、同窓会より寄贈された校名碑の除幕式を行う。
- 2010年（平成22年）4月 - 漢字検定受検の取り組みを開始する。
- 2015年（平成27年）
  - 6月 - コンピュータネットワーク、LANの工事を行う。
  - 7月 - タブレットパソコンを導入する。

（出典：〈「学校歯科保健優良賞の受賞」を除く〉）

## 基礎データ

### スローガン
- 教育目標 - 一人ひとりの生徒を「自主」「協同」「人間尊重」の精神に満ちた「健康」な人間に育てる[2][3]
- 合言葉 - やる気、根気、元気、連携[2][3]

## 部活動
- 運動部 - 陸上、卓球、剣道、ソフトテニス、バスケットボール、野球、サッカー、バドミントン（女）[4]
- 文化部 - 吹奏楽、美術[4]

備考
- サッカー部は1988年に、陸上部は2017年から2019年に全国大会へ出場している。
- かつては水泳部があった。当校の卒業生、高橋繁浩は同校2・3年生の時に全国大会へ出場し、3年生の時に優勝を果たした。

## 学区
- 草津市立山田小学校と草津市立笠縫小学校の校区全域[6]。

## アクセス
- JR琵琶湖線（東海道本線）・JR草津線 草津駅
  - 同駅よりまめバス「松原中学校前」停留所下車、徒歩約2分[7]。
  - 同駅より近江鉄道バス「くるみこども園前（下笠東）」停留所下車、徒歩約5分[7]。

## 著名な卒業生
- 高橋繁浩（元競泳選手）[5]
- SHIHO（ファッションモデル）
- 新庄真一（ミュージカル俳優）
- 山本亜美（陸上競技選手）[8]